# Piotr Gnido
Piotr Andréyevich Gnido (en ruso: Пётр Андреевич Гнидо, en ucraniano: Петро Андрійович Гнидо, romanizado: Petro Andriyovych Hnydo; Starodonskaya Balka, RSS de Ucrania, 22 de diciembre de 1919 – Odesa, Ucrania, 17 de marzo de 2006) fue un piloto de combate soviético que combatió durante la Segunda Guerra Mundial a quien se le atribuyen 34 victorias aéreas en solitario y seis compartidas. En 1943 recibió el título de Héroe de la Unión Soviética.

## Biografía

### Infancia y estudios
Piotr Gnido nació el 22 de diciembre de 1919 en la pequeña localidad rural de Starodonskaya Balka, en la gobernación de Odesa, —en esa época parte de la RSFS de Ucrania, actualmente ubicada en el óblast de Odesa, en Ucrania—, en una familia de campesinos ucranianos. Después de graduarse del séptimo grado en la escuela local, trabajó en una planta mecánica en Odesa. En 1937, se graduó en la Facultad de Medicina de Odesa, después trabajó en la NKVD como instructor sanitario y más tarde como jefe del servicio sanitario en el óblast de Astracán en la RSFS de Rusia. En 1939, se graduó en el club de vuelo de Astracán.
En septiembre de 1940 fue reclutado por el Ejército Rojo. Ese mismo año se graduó con éxito en la Escuela de Pilotos de Aviación Militar de Stalingrado y se unió a la Fuerza Aérea Soviética. Donde continuó sirviendo como piloto instructor.

### Segunda Guerra Mundial
Tras el inicio de la invasión alemana de la Unión Soviética el 22 de junio de 1941, participó en operaciones de combate en las zonas de Tiráspol-Melitópol, Dombás y Rostov. El 12 de diciembre de 1941, embistió con su caza Polikarpov I-16 un bombardero Heinkel He 111 de la Luftwaffe. Aunque resultó gravemente herido, logró saltar del avión. Hasta ese momento había completado 41 misiones de combate y participó en once combates aéreos, durante los cuales derribó un avión enemigo en solitario y otro compartido.

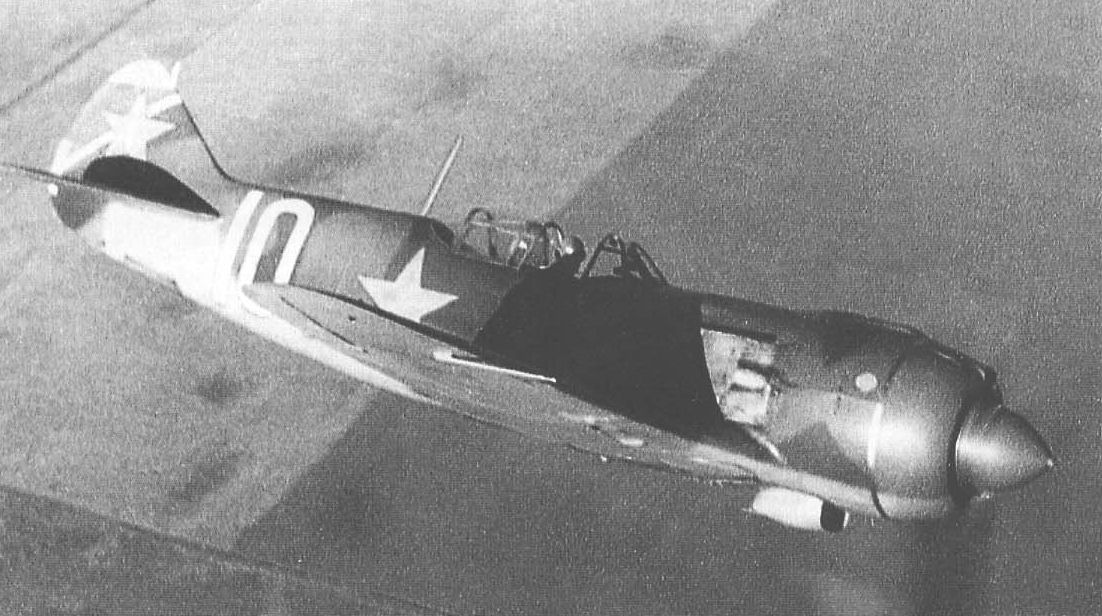
Un caza Lavochkin La-5, similar a los que pilotó Piotr Gnido durante la guerra

En marzo de 1942, fue dado de alta del hospital de Grozni donde estaba hospitalizado y se alistó en un regimiento de reserva, donde aprendió a pilotar los cazas LaGG-3 y La-5. En julio de 1942 regresó al frente. Participó en combate en los frentes de Stalingrado, Sureste, Sur y Norte del Cáucaso. Además participó en la Batalla de Stalingrado y en la operación ofensiva de Rostov en 1943.
Durante la batalla de Stalingrado, mientras volaba con un La-5, derribó diez aviones enemigos, entre ellos siete bombarderos He 111 y tres cazabombarderos Bf 110, en duros combates aéreos contra la Luftwaffe, que intentaba establecer un puente aéreo con el asediado 6.º Ejército del mariscal de campo alemán Friedrich Paulus. Posteriormente, durante la ofensiva de Iziúm-Barvenkovo de 1943, realizó misiones de combate sobre el Dombás.
En marzo de 1943, comandó un escuadrón del 13.º Regimiento de Aviación de Cazas de la 201.ª División de Aviación de Cazas del 2.º Cuerpo de Aviación Mixta del 8.º Ejército del Aire en el Frente Sur. Hasta ese momento, había realizado 206 misiones de combate, participó en 43 batallas aéreas y consiguió catorce victorias aéreas en solitario y seis en grupo.
El 1 de mayo de 1943, por decreto del Presídium del Sóviet Supremo de la URSS, el teniente Piotr Gnido recibió el título de Héroe de la Unión Soviética junto con la medalla Estrella de Oro y la Orden de Lenin, por su desempeño ejemplar en misiones de combate en el «frente de la lucha contra los invasores alemanes y la valentía y el heroísmo mostrados».
A partir de entonces voló misiones de combate en los frentes del Cáucaso Norte, Vorónezh y en los Primer y Cuarto frentes de Ucrania y participó en las operaciones Kursk, Dniéper, Korsun-Cherkasy, Proskurov-Chernivtsi, Cárpatos-Uzhgorod, Cárpatos Orientales y Moravia-Ostrava. Su computo final acumulado a lo largo de aproximadamente 412 salidas y 82 combates aéreos asciende oficialmente a 34 derribos en solitario y seis compartidos. Fue herido tres veces, una de ellas de gravedad, y derribado cuatro veces.
El 24 de junio de 1945 participó en el Desfile de la Victoria en la Plaza Roja de Moscú.

### Posguerra
Después de la guerra, continuó sirviendo en la Fuerza Aérea Soviética. En 1952, se graduó en la Academia Militar de la Fuerza Aérea de Monino. De 1952 a 1956, comandó un regimiento de cazas y de 1956 a 1957 fue comandante adjunto de instrucción de vuelo de la 26.ª División de Aviación de Cazas del 22.º Ejército del Aire. En enero de 1957, asumió el puesto de comandante de la 26.ª División de Aviación de Cazas. En 1960, se graduó en la Academia Militar del Estado Mayor de las Fuerzas Armadas de la URSS. A partir de julio de 1960, fue asignado a las Fuerzas de Misiles Estratégicos de la URSS donde sirvió como comandante adjunto de una división de misiles.
A partir de febrero de 1961, se desempeñó como comandante de la 50.ª División de Misiles en el óblast de Zhitómir en la RSS de Ucrania. En 1963, fue ascendido al rango de mayor general. En julio de 1964, ocupó la comandancia adjunta del Cuerpo de Misiles de la Guardia Independiente. En junio de 1970, fue designado comandante adjunto de instrucción de combate y miembro del consejo militar del 33.º Ejército de Misiles de la Guardia en Omsk.
En noviembre de 1975, se retiró del servicio activo y pasó a la reserva. Tras su jubilación, fijó su residencia en Odesa, donde trabajó como presidente del comité sindical del consorcio regional de reparación y construcción. Murió el 17 de marzo de 2006 y fue enterrado en el cementerio de Novogorodsky de Odesa.

## Condecoraciones
A lo largo de su carrera militar Piotr Gnido fue galardonado con las siguientes condecoraciones
Unión Soviética
|  | Héroe de la Unión Soviética (1 de mayo de 1943)                                                                        |
|  | Orden de Lenin (1 de mayo de 1943)                                                                                     |
|  | Orden de la Bandera Roja, cuatro veces (22 de septiembre de 1942, 11 de septiembre de 1943, 22 de mayo de 1945 y 1957) |
|  | Orden de Alejandro Nevski (14 de agosto de 1944)                                                                       |
|  | Orden de la Bandera Roja del Trabajo (1969)                                                                            |
|  | Orden de la Guerra Patria de 1.er grado, dos veces (27 de abril de 1943 y 11 de marzo de 1985)                         |
|  | Orden de la Estrella Roja, tres veces (23 de febrero de 1942, 1947 y 1954)                                             |
|  | Orden del Servicio a la Patria en las Fuerzas Armadas de la URSS de 3.er grado (1975)                                  |
|  | Medalla por el Servicio de Combate                                                                                     |
|  | Medalla por la Defensa de Stalingrado (1942)                                                                           |
|  | Medalla por la Defensa del Cáucaso (1944)                                                                              |
|  | Medalla por la Victoria sobre Alemania en la Gran Guerra Patria 1941-1945 (1945)                                       |
|  | Medalla Conmemorativa del 20.º Aniversario de la Victoria en la Gran Guerra Patria de 1941-1945                        |
|  | Medalla Conmemorativa del 30.º Aniversario de la Victoria en la Gran Guerra Patria de 1941-1945                        |
|  | Medalla Conmemorativa del 40.º Aniversario de la Victoria en la Gran Guerra Patria de 1941-1945                        |
|  | Medalla Conmemorativa del 50.º Aniversario de la Victoria en la Gran Guerra Patria de 1941-1945                        |
|  | Medalla Conmemorativa del 60.º Aniversario de la Victoria en la Gran Guerra Patria de 1941-1945                        |
|  | Medalla por la Liberación de Praga (1945)                                                                              |
|  | Medalla de veterano de las Fuerzas Armadas de la URSS                                                                  |
|  | Medalla del 30.º Aniversario de las Fuerzas Armadas de la URSS                                                         |
|  | Medalla del 40.º Aniversario de las Fuerzas Armadas de la URSS                                                         |
|  | Medalla del 50.º Aniversario de las Fuerzas Armadas de la URSS                                                         |
|  | Medalla del 60.º Aniversario de las Fuerzas Armadas de la URSS                                                         |
|  | Medalla del 70.º Aniversario de las Fuerzas Armadas de la URSS                                                         |
|  | Medalla por Servicio Impecable de 1.er grado                                                                           |

Otros países
|  | Cruz de Guerra 1939–1945 (Checoslovaquia)                                                                   |
|  | Orden de Bohdán Jmelnitski de 2.do grado (Ucrania)                                                          |
|  | Orden de Bohdán Jmelnitski de 3.er grado (Ucrania)                                                          |
|  | Medalla de Defensor de la Patria (Ucrania)                                                                  |
|  | Medalla Conmemorativa del 60.º Aniversario de la Liberación de Ucrania de los Invasores Fascistas (Ucrania) |